# Ван Хаутен, Карис
Кари́с ван Ха́утен (нидерл. Carice van Houten, род. 5 сентября 1976, Лейдердорп) — нидерландская актриса и певица, трёхкратная обладательница высшей нидерландской кинопремии «Золотой телёнок» в номинации «лучшая актриса». Мировую известность актрисе принесла главная роль в военной драме Пола Верховена «Чёрная книга», а также роль Мелисандры в телесериале «Игра престолов».

## Биография и творчество
Карис Анук ван Хаутен родилась 5 сентября 1976 года в городе Лейдердорп. Её матерью является Маргье Стассе, работающая на нидерландском образовательном телеканале. Отец — Теодор Джеймс ван Хаутен (09.08.1952 — 07.04.2016), писатель и телевизионный сценарист. У Карис есть младшая сестра Елка ван Хаутен, также актриса, и кроме того дизайнер.
Карис захотела стать актрисой уже в пять лет, когда отец отвёл её на показ фильма о Наполеоне Бонапарте. В начале 1990-х годов она посещает Лицей Бониф попатиус в Утрехте, в ходе учёбы участвует в главной роли в постановке о Тиле Уленшпигеле. В 1995 году её одновременно принимают на учёбу два крупнейших театральных учебных заведения Нидерландов — драматические академии Маастрихта и Амстердама. Карис делает выбор в пользу Амстердама, где и начинает театральную карьеру. Как театральная актриса она получает в 1999 году престижный Pussuise Prize, а годом позже Top Naeff Award.

## Карьера
Параллельно развивается её карьера телевизионной актрисы. Её роль в телевизионном фильме «Сюзи Кью» принесла ей в 1999 году престижнейшую нидерландскую премию «Золотой телёнок» как «лучшей актрисе на телевидении». Карис ван Хаутен получила эту премию ещё дважды, но уже как киноактриса — за свои роли в семейной картине «Леди-кошка» (по сказке А. Шмидт «Мурли») 2001 года и в антинацистской драме Пола Верховена «Чёрная книга» (2006), самом дорогом фильме в истории киноиндустрии Нидерландов.
Последний фильм приносит ей интернациональную славу. «Чёрная книга» приняла участие в основном конкурсе Венецианского кинофестиваля в 2006 году и стала кассовым чемпионом Нидерландов. Ван Хаутен, сыгравшая в фильме еврейскую певицу Рахиль Штайн, мстящую нацистам за гибель своей семьи и одновременно влюбляющуюся в капитана гестапо, получила самые восторженные отзывы прессы по всему миру.

## Личная жизнь
Карис ван Хаутен до 2009 года жила вместе со своим партнёром по «Чёрной книге» немецким актёром Себастьяном Кохом. Однако занятость актёров не позволила им быть вместе, и они расстались.
С 2015 года Карис состоит в фактическом браке с актёром Гаем Пирсом. 29 августа 2016 года у них родился сын Монте Пирс.

## Фильмография
| Год       |     | Русское название                                 | Оригинальное название               | Роль                          |
| --------- | --- | ------------------------------------------------ | ----------------------------------- | ----------------------------- |
| 1997      | с   |                                                  | Het Labyrint                        | Мариек                        |
| 1997      | кор |                                                  | 3 ronden                            | Эмили                         |
| 1998      | ф   |                                                  | Ivoren wachters                     |                               |
| 1999      | тф  | Сюзи Кью                                         | Suzy Q                              | Сюзи                          |
| 2000      | ф   |                                                  | Goede daden bij daglicht: Op weg    | Карола                        |
| 2001      | ф   |                                                  | Storm in mijn hoofd                 |                               |
| 2001      | ф   | Амнезия                                          | AmnesiA                             | Сандра                        |
| 2001      | с   |                                                  | De acteurs                          | Элли                          |
| 2001      | ф   | Леди-кошка                                       | Minoes                              | Мурли                         |
| 2002      | кор |                                                  | Het everzwijn                       | Пандора                       |
| 2002      | с   |                                                  | Luifel & Luifel                     | Рус                           |
| 2003      | ф   | Страсть                                          | De passievrucht                     | Моника                        |
| 2004      | с   |                                                  | Russen                              | Йосе Махильсен                |
| 2004      | с   |                                                  | Kopspijkers                         | Джеорджина Вербаан            |
| 2005      | кор | Мальчик встречает девочку. История первая: Жажда | Boy Meets Girl Stories #1: Smachten |                               |
| 2005      | ф   | Чёрные лебеди                                    | Zwarte zwanen                       | Марлин                        |
| 2005      | ф   | Лепель                                           | Lepel                               |                               |
| 2005      | ф   | Бонни и слон                                     | Knetter                             | Лиз                           |
| 2006      | ф   | Тысяча поцелуев                                  | Ik omhels je met 1000 armen         | Самаринда                     |
| 2006      | с   |                                                  | Koppensnellers                      | Джеорджина Вербаан            |
| 2006      | ф   | Чёрная книга                                     | Zwartboek                           | Рахиль Штайнн / Эллис де Фрис |
| 2007      | ф   | Нереальная любовь                                | Alles is liefde                     | Кики Йоллема                  |
| 2008      | ф   | Дороти Миллс                                     | Dorothy Mills                       | Джейн Ван Допп                |
| 2008      | ф   | Операция «Валькирия»                             | Valkyrie                            | Нина фон Штауффенберг         |
| 2009      | ф   | Из времени во время                              | From Time to Time                   | Мария Олдноу                  |
| 2009      | ф   | Приходит женщина к врачу                         | Komt een vrouw bij de dokter        | Кармен                        |
| 2009      | тф  |                                                  | Gewoon Hans                         | камео                         |
| 2010      | ф   | Потрошители                                      | Repo Men                            | Кэрол                         |
| 2010      | ф   | Счастливая домохозяйка                           | De gelukkige huisvrouw              | Леа                           |
| 2010      | ф   | Чёрная смерть                                    | Black Death                         | Лангива                       |
| 2010      | с   | Терапия                                          | In therapie                         | Айа                           |
| 2011      | ф   | Чёрные бабочки                                   | Black Butterflies                   | Ингрид Йонкер                 |
| 2011      | ф   | Пожиратели                                       | Intruders                           | Сюзанна                       |
| 2011      | кор |                                                  | U & Eye                             |                               |
| 2012      | ф   | Джеки                                            | Jackie                              | Софи                          |
| 2012      | ф   | Вне семьи                                        | Alles is familie                    | Винни де Рувер                |
| 2012—2019 | с   | Игра престолов                                   | Game of Thrones                     | Мелисандра                    |
| 2013      | ф   | Пятая власть                                     | The Fifth Estate                    | Биргитта Йоунсдоуттир         |
| 2015      | мс  | Симпсоны                                         | The Simpsons                        | Анника ван Хаутен             |
| 2015      | ф   | Воплощение                                       | Incarnate                           |                               |
| 2016      | ф   | Сила воли                                        | Race                                | Лени Рифеншталь               |
| 2016      | ф   |                                                  | I Feel Fine                         |                               |
| 2016      | ф   | Преисподняя                                      | Brimstone                           | Анна                          |
| 2016      | ф   | Инкарнация                                       | Incarnate                           | Линдсей Спэрроу               |
| 2019      | ф   | Стеклянная комната                               | The glass room                      | Хана                          |
| 2019      | ф   | Инстинкт                                         | Instinct                            | Николин                       |
| 2019      | ф   | Домино                                           | Domino                              | Алекс                         |
| 2019      | с   | Храм                                             | Temple                              | Анна Виллем                   |
| 2020      | ф   | Все оттенки Токио                                | Lost Girls & Love Hotels            | Инес                          |

## Награды и номинации
| Награды и номинации | Награды и номинации                            | Награды и номинации                                     | Награды и номинации      | Награды и номинации | Награды и номинации |
| Год                 | Награда                                        | Категория                                               | Фильм или сериал         | Результат           | Примечания          |
| ------------------- | ---------------------------------------------- | ------------------------------------------------------- | ------------------------ | ------------------- | ------------------- |
| 1999                | Голландский кинофестиваль                      | Лучшая актриса в драматическом телесериале              | Сюзи Кью                 | Победа              |                     |
| 2002                | Carrousel International du Film                | Лучшая актриса                                          | Леди-кошка               | Победа              |                     |
| 2002                | Голландский кинофестиваль                      | Лучшая актриса                                          | Леди-кошка               | Победа              |                     |
| 2005                | Artek - International Children's Film Festival | Лучшая актриса                                          | Леди-кошка               | Победа              |                     |
| 2005                | Голландский кинофестиваль                      | Лучшая актриса                                          | Чёрные лебеди            | Номинация           |                     |
| 2006                | Голландский кинофестиваль                      | Лучшая актриса                                          | Чёрная книга             | Победа              |                     |
| 2007                | Ассоциация кинокритиков Чикаго                 | Наиболее многообещающая актриса                         | Чёрная книга             | Номинация           |                     |
| 2007                | Премия Европейской киноакадемии                | Лучшая актриса                                          | Чёрная книга             | Номинация           |                     |
| 2007                | Rembrandt Awards                               | Лучшая голландская актриса                              | Чёрная книга             | Победа              |                     |
| 2007                | Village Voice Film Poll                        | Лучшая актриса                                          | Чёрная книга             | Номинация           |                     |
| 2008                | Сатурн                                         | Лучшая киноактриса                                      | Чёрная книга             | Номинация           |                     |
| 2008                | German Film Awards                             | Лучшая женская роль                                     | Чёрная книга             | Номинация           |                     |
| 2008                | Общество онлайн-критиков                       | Лучший прорыв года                                      | Чёрная книга             | Номинация           |                     |
| 2008                | Rembrandt Awards                               | Лучшая голландская актриса                              | Нереальная любовь        | Победа              |                     |
| 2009                | Сатурн                                         | Лучшая киноактриса                                      | Операция «Валькирия»     | Номинация           |                     |
| 2009                | Golden Film                                    |                                                         | Приходит женщина к врачу | Победа              |                     |
| 2009                | Platin Film                                    |                                                         | Приходит женщина к врачу | Победа              |                     |
| 2010                | Golden Film                                    |                                                         | Счастливая домохозяйка   | Победа              |                     |
| 2010                | Platin Film                                    |                                                         | Счастливая домохозяйка   | Победа              |                     |
| 2010                | Голландский кинофестиваль                      | Лучшая актриса                                          | Счастливая домохозяйка   | Победа              |                     |
| 2010                | Rembrandt Awards                               | Лучшая голландская актриса                              | Приходит женщина к врачу | Победа              |                     |
| 2011                | Golden Film                                    |                                                         | Чёрные бабочки           | Победа              |                     |
| 2011                | Голландский кинофестиваль                      | Лучшая актриса                                          | Чёрные бабочки           | Победа              |                     |
| 2011                | Rembrandt Awards                               | Лучшая голландская актриса                              | Счастливая домохозяйка   | Победа              |                     |
| 2011                | Трайбека                                       | Лучшая актриса                                          | Чёрные бабочки           | Победа              |                     |
| 2012                | Fangoria Chainsaw Awards                       | Лучшая актриса второго плана                            | Чёрная смерть            | Номинация           |                     |
| 2012                | Golden Film                                    |                                                         | Джеки                    | Победа              |                     |
| 2012                | Rembrandt Awards                               | Лучшая голландская актриса                              | Чёрные бабочки           | Победа              |                     |
| 2013                | Rembrandt Awards                               | Лучшая голландская актриса                              | Вне семьи                | Победа              |                     |
| 2013                | Rembrandt Awards                               | Лучшая голландская актриса                              | Джеки                    | Номинация           |                     |
| 2014                | Премия Гильдии киноактёров США                 | Лучший актёрский состав в драматическом сериале         | Игра престолов           | Номинация           |                     |
| 2014                | SUBTITLE European Film Festival                | Премия за выдающиеся достижения                         |                          | Победа              |                     |
| 2016                | Премия Гильдии киноактёров США                 | Лучший актёрский состав в драматическом сериале         | Игра престолов           | Номинация           |                     |
| 2017                | Голландский кинофестиваль                      | Лучшая актриса второго плана                            | Преисподняя              | Номинация           |                     |
| 2017                | Премия Гильдии киноактёров США                 | Лучший актёрский состав в драматическом сериале         | Игра престолов           | Номинация           |                     |
| 2019                | Эмми                                           | Лучшая приглашённая актриса в драматическом телесериале | Игра престолов           | Номинация           | эп. «Долгая Ночь»   |
| 2019                | Gold Derby Awards                              | Приглашённая актриса в драматическом сериале            | Игра престолов           | Номинация           |                     |
| 2019                | Golden Film                                    |                                                         | Инстинкт                 | Победа              |                     |
| 2019                | Online Film & Television Association           | Лучшая приглашённая актриса в драматическом сериале     | Игра престолов           | Номинация           |                     |
| 2020                | CinEuphoria Awards                             | Почётная награда                                        | Игра престолов           | Победа              |                     |
| 2020                | Премия Гильдии киноактёров США                 | Лучший актёрский состав в драматическом сериале         | Игра престолов           | Номинация           |                     |

## Работа с кинокомпаниями
- VIP 2 Medienfonds
- Bad Hat Harry Productions
- Motion Investment Group
- Egoli Tossell Film
- VIP 2 Medienfonds
- Motel Films
- United Artists
- Fu Works
- Achte Babelsberg Film
- Studio Babelsberg
- AVRO Television
- Clockwork Pictures
- Hector BV